# 柯特蘭空軍基地
柯特蘭空軍基地（英語：Kirtland Air Force Base）是位於美國新墨西哥州伯納利歐縣的普查規定居民點。

## 人口
根據2020年美國人口普查的數據，柯特蘭空軍基地的面積為202.87平方千米，皆為陸地。當地共有人口3838人，而人口密度為每平方千米18.92人。